# セッテ
株式会社セッテは、OJゲージや16番ゲージの鉄道模型を製造販売しているメーカーである。

## 本社所在地
- 千葉県船橋市海神5丁目3番8号[1]

## 概要
ハードルが高いと言われているOJゲージを韓国で製造し、比較的リーズナブルな価格（といっても一台30万円以上）で提供している。車両の精密感に妥協がない。OJゲージという商品の性格上、生産数は限られるが、徐々にラインナップを増加させ、毎週「運転会」を開催するなど業界を盛り上げている。セッテ製品には乗務員室ドアを開閉可能にするなど細部へのこだわりが魅力となっている。